# Carl Sandahl
Carl Leonard Sandahl, född 12 november 1840 i Stockholm, död 24 februari 1890 i Stockholm, var en svensk arkitekt. Han drev tillsammans med Magnus Isæus arkitektfirman Isæus & Sandahl i Stockholm.
Sandahl fick sin utbildning till arkitekt mellan 1857 och 1867 vid Kungliga Akademien för de fria konsterna. Han hade egen verksamhet och samarbete med Magnus Isæus (Isæus & Sandahl 1883-1890).  Han arbetade även tillsammans med Gustaf Wickman och Hjalmar Kumlien. 
Tillsammans med Isæus och Wickman skapade han Danmarks hus (1886-1888). Ett annat samarbetsprojekt var Beskowska skolan vid Engelbrektsgatan 9-11 (1886-87. arkitekter: Isæus & Sandahl, Gustaf Wickman och Hjalmar Kumlien)
Till hans arbeten i Stockholm räknas bland annat Tyska kyrkans församlingshus (1884), Franska reformerta kyrkan (1879), Berns salongers stora salong, interiör (1886) och den stora stenladugårdsbyggnaden vid Steninge slott (1873). Tillsammans med Isæus skapade han bland annat Allmänna Telefonaktiebolagets hus vid Malmskillnadsgatan (1884-1886), Kungsholmens folkskola (1888), Skandiahuset, Mynttorget (1884-1886) och Sturebadet (1883-1885) samt Stockholms sjukhems nybyggnad (färdig 1891, ett år efter hans död).

## Verk i urval

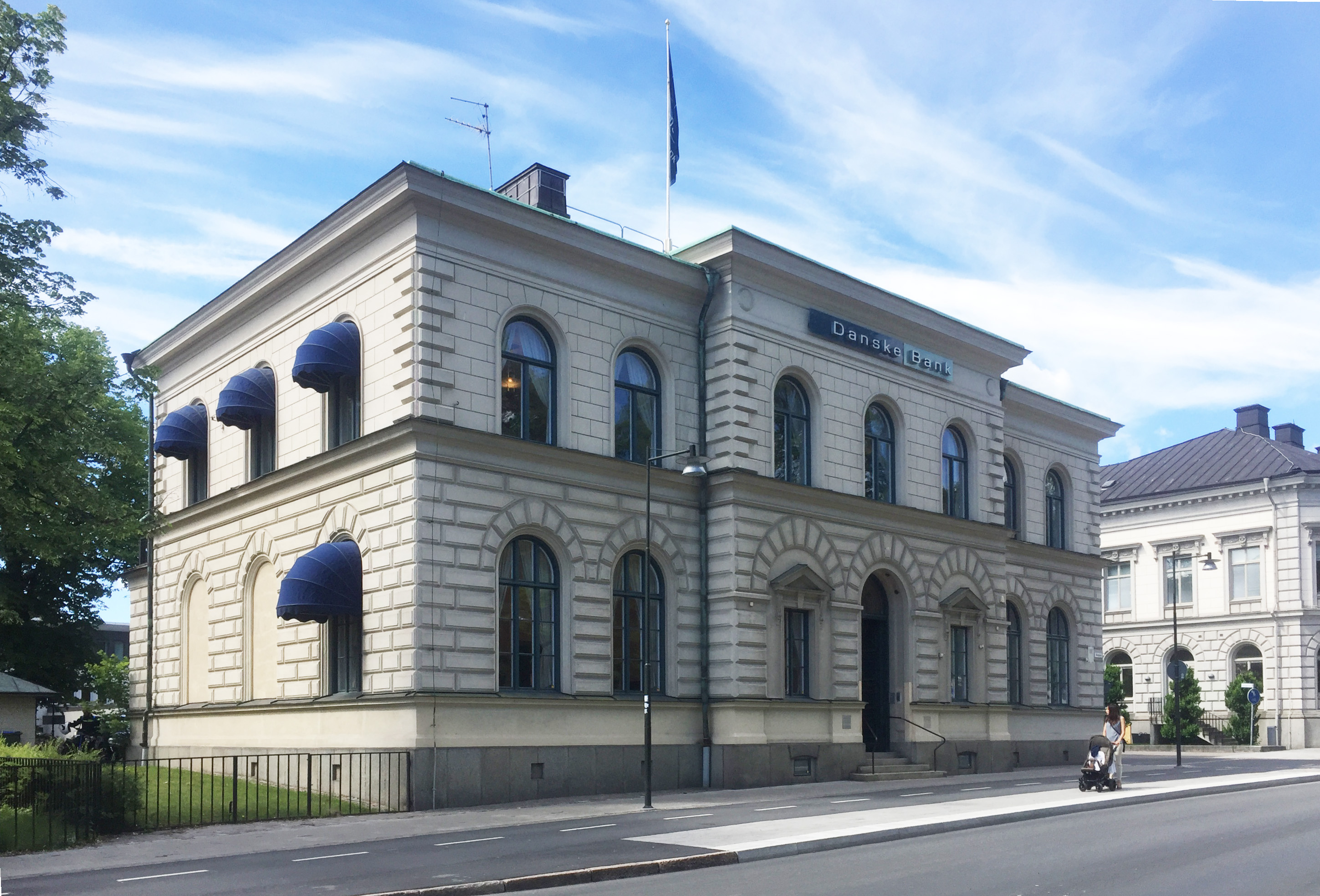
Riksbankshuset i Jönköping, tillsammans med Magnus Isæus
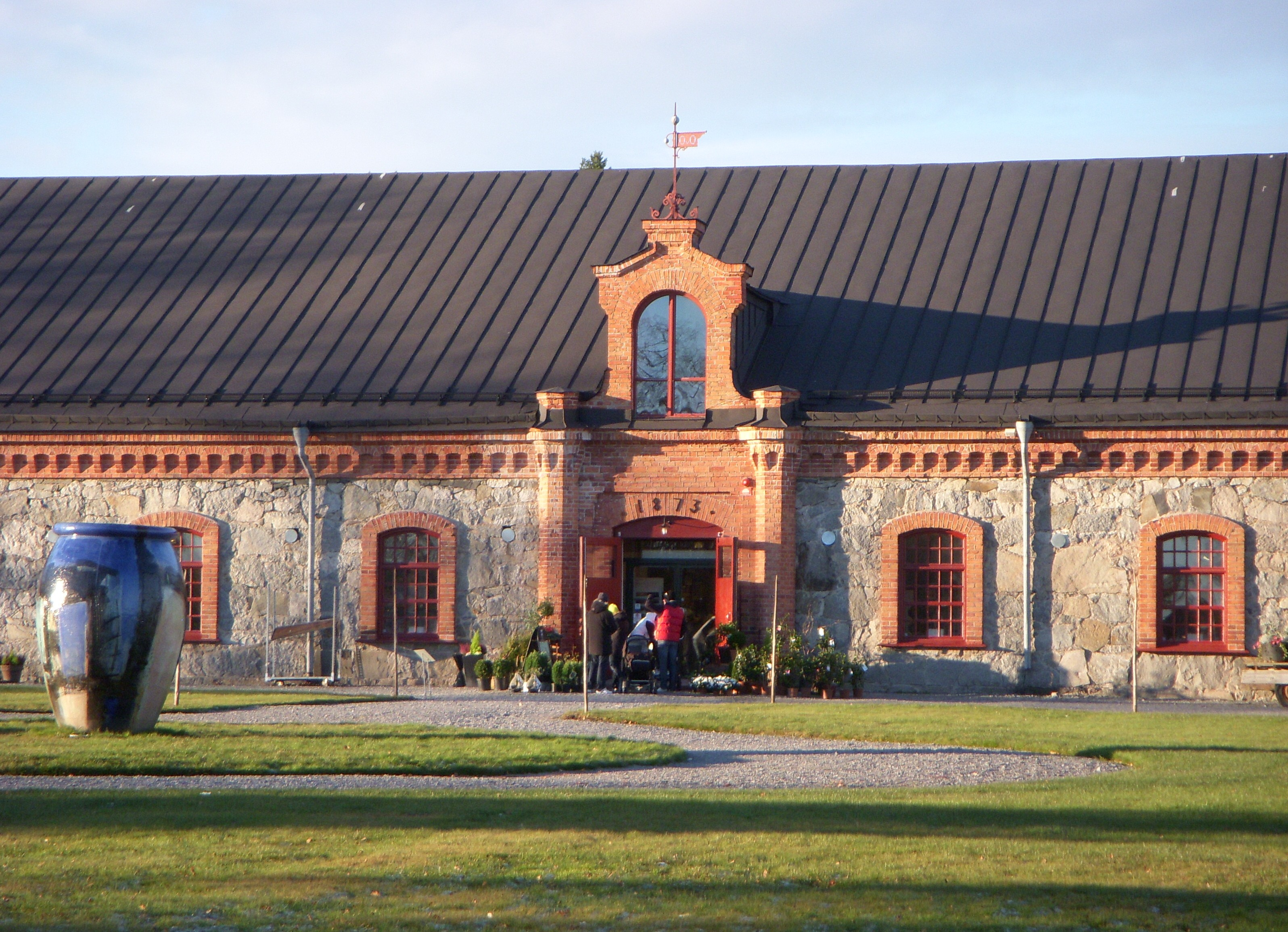
Stenladugården vid Steninge slott
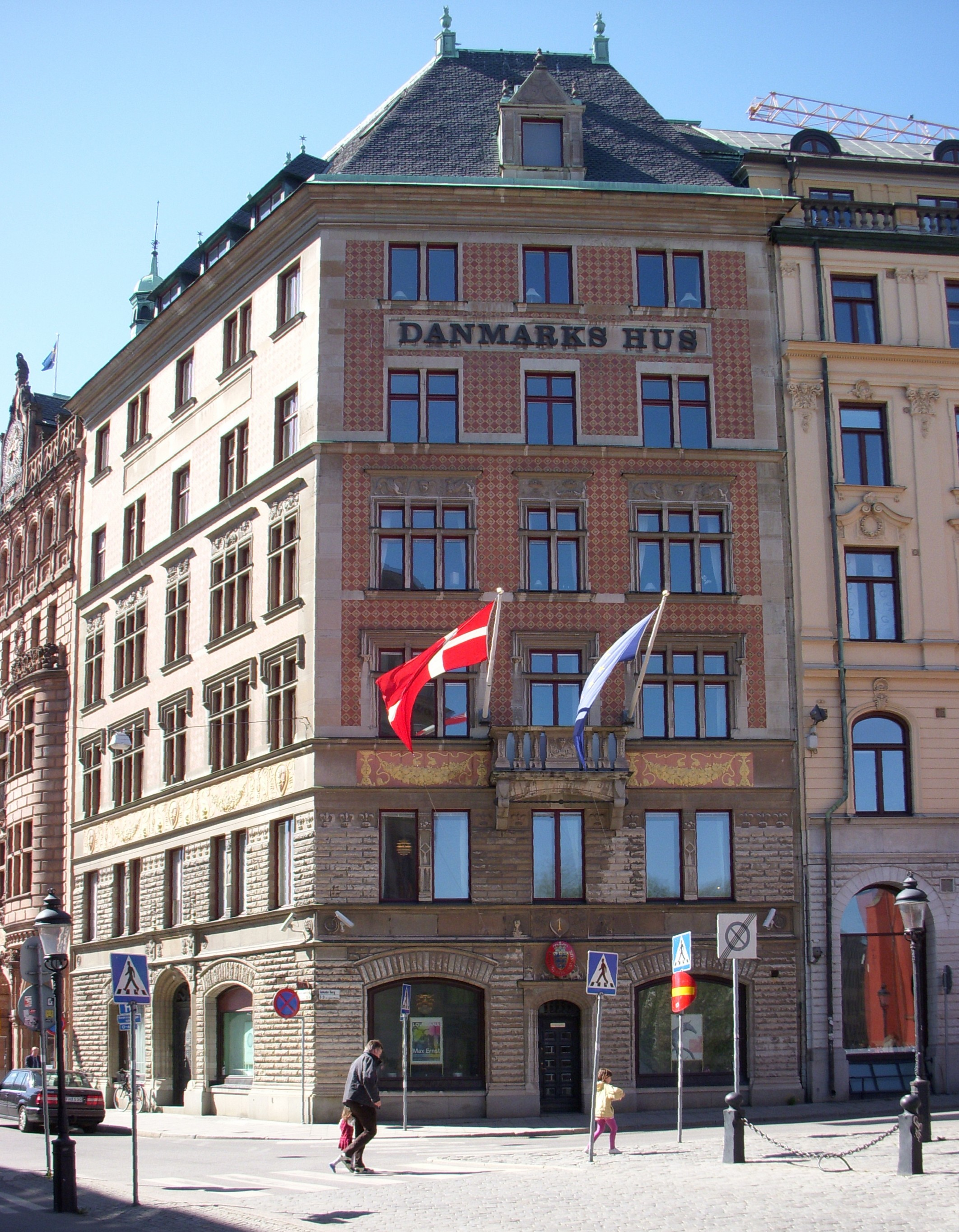
Danmarks hus tillsammans med Isæus och Gustaf Wickman
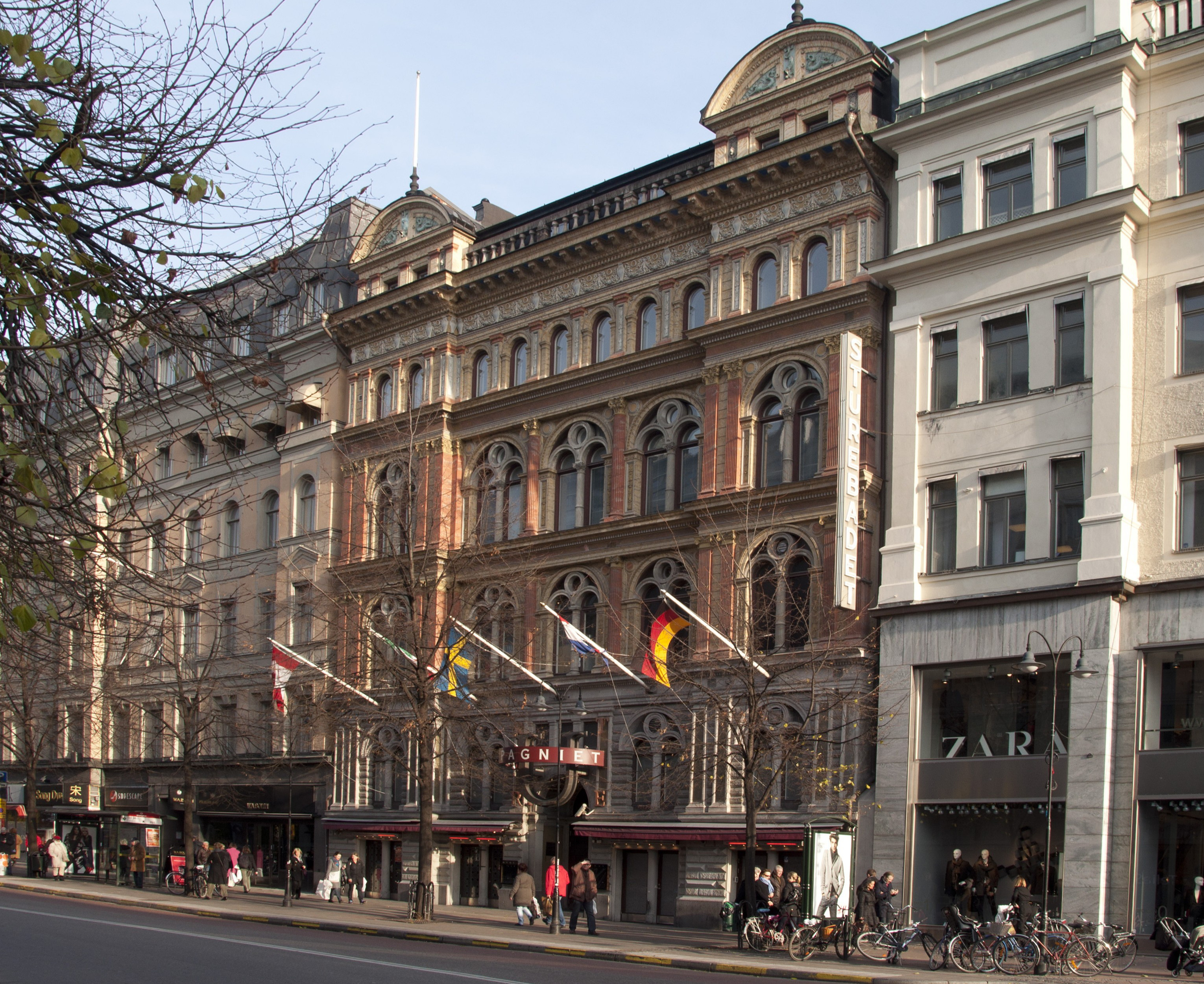
Sturebadets fasader tillsammans med Isæus
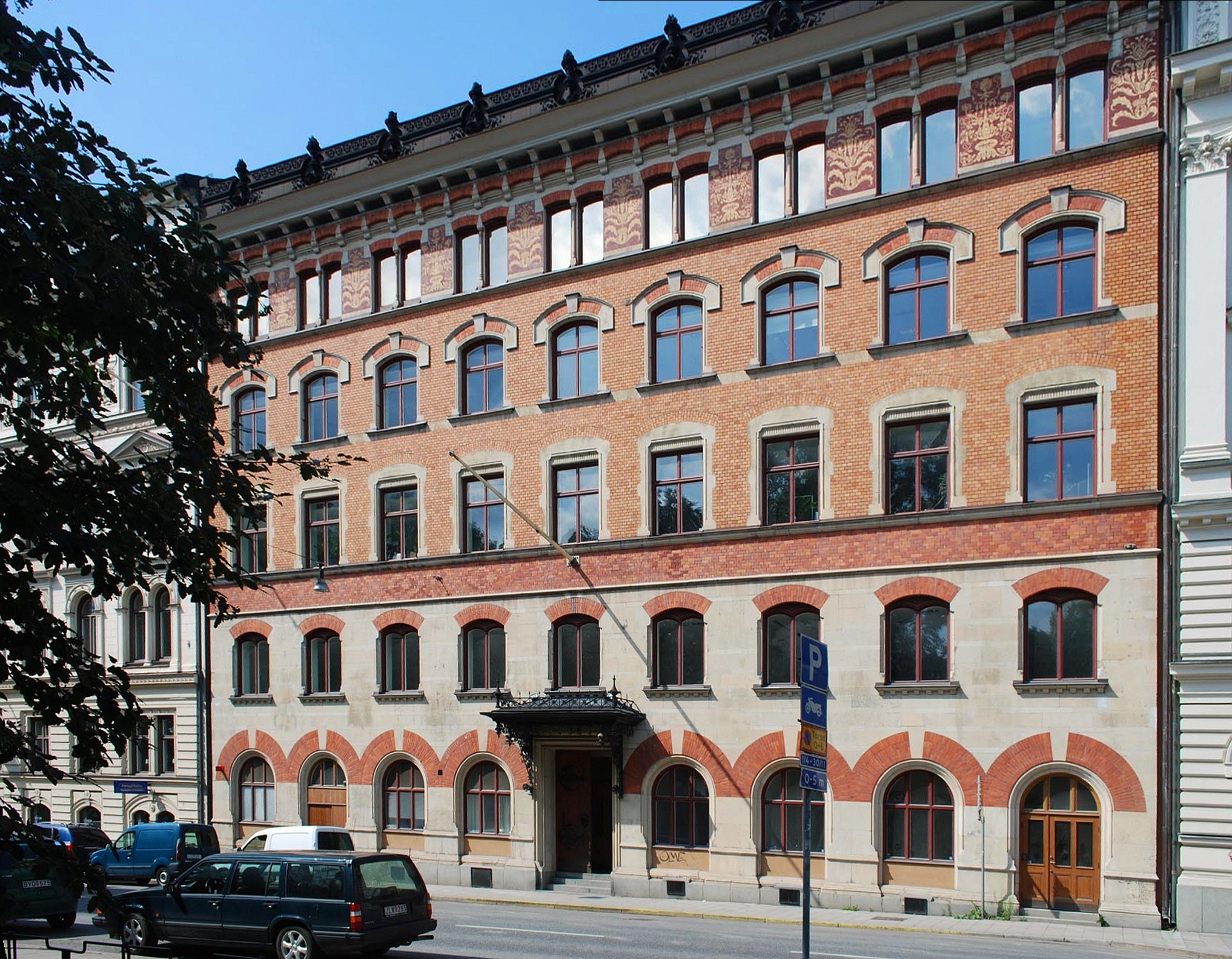
Beskowska skolan tillsammans med Isæus, Wickman och Hjalmar Kumlien